# Felbertalita
La felbertalita és un mineral de la classe dels sulfurs. Rep el nom de la vall de Felbertal, a Àustria, on es troba la localitat tipus d'aquesta espècie.

## Característiques
La felbertalita és una sulfosal de fórmula química Cu₂Pb₆Bi₈S19. Va ser aprovada com a espècie vàlida per l'Associació Mineralògica Internacional l'any 1999, sent publicada per primera vegada el 2001. Cristal·litza en el sistema monoclínic. La seva duresa a l'escala de Mohs es troba entre 3,5 i 4.
Segons la classificació de Nickel-Strunz, la felbertalita pertany a «02.JB: Sulfosals de l'arquetip PbS, derivats de la galena, amb Pb» juntament amb els següents minerals: diaforita, cosalita, freieslebenita, marrita, cannizzarita, wittita, junoïta, neyita, nordströmita, nuffieldita, proudita, weibul·lita, rouxelita, angelaïta, cuproneyita, geocronita, jordanita, kirkiïta, tsugaruïta, pillaïta, zinkenita, scainiïta, pellouxita, chovanita, aschamalmita, bursaïta, eskimoïta, fizelyita, gustavita, lil·lianita, ourayita, ramdohrita, roshchinita, schirmerita, treasurita, uchucchacuaïta, ustarasita, vikingita, xilingolita, heyrovskýita, andorita IV, gratonita, marrucciïta, vurroïta i arsenquatrandorita.

## Formació i jaciments
Va ser descoberta al dipòsit de scheelita de Mittersill, al districte de Zell am See (Salzburg, Àustria). També ha estat descrita en un altre indret a Àustria: Innerfragant, a Caríntia, així com a Romania, Polònia, Portugal, la República Popular de la Xina, el Japó i Austràlia.